# Mustela erminea martinoi
Mustela erminea martinoi es una subespecie de  mamíferos carnívoros  de la familia Mustelidae subfamilia Mustelinae.

## Distribución geográfica
Se encuentra en Eurasia.